# Chrysolina jenisseiensis
Chrysolina jenisseiensis é uma espécie de artrópode pertencente à família Chrysomelidae.